# Llista de monuments de l'Arieja
La llista de monuments de l'Arieja (Migdia-Pirineus) inclou aquells elements registrats com a monuments històrics, bé catalogats d'interès nacional (classé) o bé inventariats d'interès regional (inscrit). A data 31 de desembre de 2009, l'Arieja comptava amb 234 monuments històrics, dels quals 73 són catalogats i 161 inventariats.
La següent llista mostra les dades de la base Mérimée organitzada per municipis. Per a Mirapeis vegeu la llista de monuments de Mirapeis.
| Monument                                                         | Prot. | Època            | Localització                                        | Coordenades                                          | Codi?      | Imatge |
| ---------------------------------------------------------------- | ----- | ---------------- | --------------------------------------------------- | ---------------------------------------------------- | ---------- | --- |
| Gruta de la Vache                                                | Inv.  |                  | Aliat Caugno de les Basques                         | 42° 49′ 17″ N, 1° 35′ 16″ E / 42.821389°N,1.587778°E | PA00093766 | Gruta de la Vache · Vegeu més fotos d'aquest monument · Carregueu una nova foto d'aquest monument                                                |
| Capella Sainte-Croix                                             | Inv.  | 1732             | Alzenh                                              | 42° 59′ 34″ N, 1° 28′ 11″ E / 42.9928°N,1.4697°E     | PA00135427 | Capella Sainte-Croix · Vegeu més fotos d'aquest monument · Carregueu una nova foto d'aquest monument                                             |
| Creu de marbre                                                   | Inv.  | 1785             | Antràs                                              | 42° 53′ 56″ N, 0° 56′ 38″ E / 42.8989°N,0.9438°E     | PA00093767 | Creu de marbre · Vegeu més fotos d'aquest monument · Carregueu una nova foto d'aquest monument                                                   |
| Capella Saint-Paul                                               | Cat.  |                  | Arnava                                              | 42° 51′ 06″ N, 1° 38′ 11″ E / 42.8518°N,1.6363°E     | PA00093768 | Capella Saint-Paul · Vegeu més fotos d'aquest monument · Carregueu una nova foto d'aquest monument                                               |
| Edifici de la batedora hidràulica                                | Inv.  |                  | Audressenh                                          | 42° 55′ 41″ N, 1° 01′ 28″ E / 42.928°N,1.0245°E      | PA09000011 | Carregueu una nova foto d'aquest monument |
| Església Notre-Dame-de-Tramesaygues                              | Cat.  |                  | Audressenh                                          | 42° 55′ 48″ N, 1° 01′ 26″ E / 42.93°N,1.0239°E       | PA00093769 | Església Notre-Dame-de-Tramesaygues · Vegeu més fotos d'aquest monument · Carregueu una nova foto d'aquest monument                              |
| Bassa dels Ladres davant l'hospital Saint-Louis                  | Inv.  | Segle XIII       | Acs                                                 | 42° 43′ 11″ N, 1° 50′ 23″ E / 42.7197°N,1.8396°E     | PA00093770 | Bassa dels Ladres davant l'hospital Saint-Louis · Carregueu una nova foto d'aquest monument                                                      |
| Església Saint-Julien                                            | Cat.  |                  | Axiat                                               | 42° 46′ 57″ N, 1° 45′ 28″ E / 42.782453°N,1.757657°E | PA00093771 | Església Saint-Julien · Vegeu més fotos d'aquest monument · Carregueu una nova foto d'aquest monument                                            |
| Capella                                                          | Inv.  |                  | La Bastida de Besplàs                               | 43° 10′ 05″ N, 1° 16′ 31″ E / 43.168°N,1.2752°E      | PA00093772 | Carregueu una nova foto d'aquest monument |
| Església                                                         | Inv.  |                  | La Bastida de Bosinhac                              | 43° 03′ 15″ N, 1° 53′ 09″ E / 43.0542°N,1.8858°E     | PA00093773 | Església · Vegeu més fotos d'aquest monument · Carregueu una nova foto d'aquest monument                                                         |
| Església d'Unjat                                                 | Inv.  |                  | La Bastida de Seron                                 | 43° 01′ 15″ N, 1° 27′ 44″ E / 43.0209°N,1.4623°E     | PA00093951 | Carregueu una nova foto d'aquest monument |
| Edifici la Tour du Loup                                          | Inv.  |                  | La Bastida de Seron                                 | 43° 00′ 58″ N, 1° 24′ 54″ E / 43.0161°N,1.415°E      | PA00135428 | Edifici la Tour du Loup · Vegeu més fotos d'aquest monument · Carregueu una nova foto d'aquest monument                                          |
| Mina antiga de coure                                             | Cat.  | Gal·loromà       | La Bastida de Seron le Goutil                       | 42° 59′ 28″ N, 1° 25′ 27″ E / 42.9912°N,1.4241°E     | PA00093774 | Mina antiga de coure · Carregueu una nova foto d'aquest monument                                                                                 |
| Església d'Ayet                                                  | Inv.  |                  | La Bastida de Seron R.D. 17                         | 42° 53′ 13″ N, 1° 03′ 36″ E / 42.887°N,1.0599°E      | PA00093777 | Església d'Ayet · Vegeu més fotos d'aquest monument · Carregueu una nova foto d'aquest monument                                                  |
| Indret des Salenques                                             | Inv.  |                  | Las Bòrdas d'Arisa                                  | 43° 07′ 07″ N, 1° 21′ 33″ E / 43.11861°N,1.35917°E   | PA09000017 | Carregueu una nova foto d'aquest monument |
| Capella d'Aulignac                                               | Inv.  |                  | Eras Bòrdas de Les                                  | 42° 54′ 26″ N, 1° 01′ 22″ E / 42.9071°N,1.0229°E     | PA00135429 | Capella d'Aulignac · Vegeu més fotos d'aquest monument · Carregueu una nova foto d'aquest monument                                               |
| Pont                                                             | Inv.  |                  | Eras Bòrdas de Les                                  | 42° 54′ 09″ N, 1° 01′ 44″ E / 42.9024°N,1.0289°E     | PA00093780 | Pont · Carregueu una nova foto d'aquest monument                                                                                                 |
| Església Notre-Dame d'Ourjout                                    | Cat.  |                  | Eras Bòrdas de Les                                  | 42° 54′ 08″ N, 1° 01′ 43″ E / 42.9023°N,1.0287°E     | PA00093779 | Església Notre-Dame d'Ourjout · Vegeu més fotos d'aquest monument · Carregueu una nova foto d'aquest monument                                    |
| Dolmen d'Ayer                                                    | Cat.  |                  | Eras Bòrdas de Les Ayer                             | 42° 53′ 56″ N, 0° 56′ 38″ E / 42.8989°N,0.9438°E     | PA00093778 | Dolmen d'Ayer · Carregueu una nova foto d'aquest monument                                                                                        |
| Gruta prehistòrica                                               | Cat.  |                  | Vedelhac e Ainat Montagne du Soudour                | 42° 52′ 17″ N, 1° 34′ 14″ E / 42.871389°N,1.570556°E | PA00093775 | Gruta prehistòrica · Vegeu més fotos d'aquest monument · Carregueu una nova foto d'aquest monument                                               |
| Església                                                         | Inv.  |                  | Benac camí veïnal                                   | 42° 57′ 16″ N, 1° 31′ 56″ E / 42.954479°N,1.53211°E  | PA00093776 | Església · Vegeu més fotos d'aquest monument · Carregueu una nova foto d'aquest monument                                                         |
| Edifici Maison Haute                                             | Inv.  |                  | Camon La Terrasse, 1                                | 43° 01′ 19″ N, 1° 57′ 58″ E / 43.0219°N,1.9662°E     | PA09000018 | Edifici Maison Haute · Vegeu més fotos d'aquest monument · Carregueu una nova foto d'aquest monument                                             |
| Antic priorat i muralles                                         | Inv.  | 1503-1661        | Camon                                               | 43° 01′ 20″ N, 1° 58′ 04″ E / 43.0222°N,1.9677°E     | PA00093781 | Antic priorat i muralles · Vegeu més fotos d'aquest monument · Carregueu una nova foto d'aquest monument                                         |
| Temple protestant                                                | Inv.  |                  | Le Carlar de Baile                                  | 43° 09′ 02″ N, 1° 23′ 38″ E / 43.1505°N,1.3938°E     | PA00093949 | Temple protestant · Vegeu més fotos d'aquest monument · Carregueu una nova foto d'aquest monument                                                |
| Capella du Calvaire o església Saint-Pierre                      | Cat.  |                  | Castilhon de Coserans                               | 42° 55′ 13″ N, 1° 02′ 02″ E / 42.9203°N,1.0339°E     | PA00093782 | Capella du Calvaire o església Saint-Pierre · Vegeu més fotos d'aquest monument · Carregueu una nova foto d'aquest monument                      |
| Església Saint-Barthélémy                                        | Inv.  | 1778             | Caumont                                             | 43° 01′ 49″ N, 1° 05′ 06″ E / 43.0302°N,1.085°E      | PA00093783 | Església Saint-Barthélémy · Vegeu més fotos d'aquest monument · Carregueu una nova foto d'aquest monument                                        |
| Château de Gudanes                                               | Cat.  | Segle xix        | Castèlverdun                                        | 42° 47′ 02″ N, 1° 40′ 49″ E / 42.7839°N,1.6804°E     | PA00132943 | Château de Gudanes · Vegeu més fotos d'aquest monument · Carregueu una nova foto d'aquest monument                                               |
| Església de Salau                                                | Cat.  |                  | Coflens Salau                                       | 42° 45′ 30″ N, 1° 11′ 21″ E / 42.7582°N,1.1891°E     | PA00093784 | Església de Salau · Vegeu més fotos d'aquest monument · Carregueu una nova foto d'aquest monument                                                |
| Castell                                                          | Inv.  |                  | Crampanhan                                          | 43° 01′ 58″ N, 1° 36′ 15″ E / 43.0328°N,1.6042°E     | PA00093785 | Castell · Vegeu més fotos d'aquest monument · Carregueu una nova foto d'aquest monument                                                          |
| Església Saint-Saturnin                                          | Cat.  |                  | Daumasan                                            | 43° 08′ 40″ N, 1° 18′ 27″ E / 43.1445°N,1.3076°E     | PA00093787 | Església Saint-Saturnin · Vegeu més fotos d'aquest monument · Carregueu una nova foto d'aquest monument                                          |
| Creu de pedra                                                    | Cat.  |                  | Daumasan                                            | 43° 08′ 17″ N, 1° 19′ 05″ E / 43.1381°N,1.318°E      | PA00093786 | Creu de pedra · Vegeu més fotos d'aquest monument · Carregueu una nova foto d'aquest monument                                                    |
| Castell                                                          | Inv.  |                  | Durban d'Arisa                                      | 43° 01′ 18″ N, 1° 19′ 56″ E / 43.0218°N,1.3321°E     | PA00093950 | Castell · Vegeu més fotos d'aquest monument · Carregueu una nova foto d'aquest monument                                                          |
| Església Saint-Michel                                            | Inv.  |                  | Angomèr                                             | 42° 56′ 29″ N, 1° 03′ 18″ E / 42.9414°N,1.055°E      | PA00135430 | Església Saint-Michel · Vegeu més fotos d'aquest monument · Carregueu una nova foto d'aquest monument                                            |
| Antiga capella Saint-Pierre                                      | Inv.  | Segle XII        | Èrce R.D. 32                                        | 42° 51′ 12″ N, 1° 16′ 52″ E / 42.8532°N,1.281°E      | PA00093788 | Antiga capella Saint-Pierre · Vegeu més fotos d'aquest monument · Carregueu una nova foto d'aquest monument                                      |
| Església de l'Assomption                                         | Inv.  |                  | Èrce                                                | 42° 51′ 00″ N, 1° 17′ 22″ E / 42.8499°N,1.2895°E     | PA00093790 | Església de l'Assomption · Vegeu més fotos d'aquest monument · Carregueu una nova foto d'aquest monument                                         |
| Creu de ferro                                                    | Inv.  |                  | Èrce                                                | 42° 49′ 05″ N, 1° 15′ 02″ E / 42.818°N,1.2506°E      | PA00093789 | Creu de ferro · Vegeu més fotos d'aquest monument · Carregueu una nova foto d'aquest monument                                                    |
| Capella Saint-Jean                                               | Inv.  |                  | Eishèlh cementiri a Courmoroy                       | 42° 57′ 58″ N, 1° 09′ 33″ E / 42.966°N,1.1592°E      | PA00093791 | Capella Saint-Jean · Carregueu una nova foto d'aquest monument                                                                                   |
| Església                                                         | Inv.  |                  | Havars plaça principal                              | 43° 06′ 28″ N, 1° 06′ 19″ E / 43.1079°N,1.1054°E     | PA00093792 | Església · Vegeu més fotos d'aquest monument · Carregueu una nova foto d'aquest monument                                                         |
| Castell de Poudelay                                              | Inv.  |                  | Havars                                              | 43° 07′ 32″ N, 1° 07′ 32″ E / 43.1256°N,1.1256°E     | PA09000019 | Castell de Poudelay · Carregueu una nova foto d'aquest monument                                                                                  |
| Edifici                                                          | Cat.  | 1617             | Foix rue du Rival                                   | 42° 58′ 00″ N, 1° 36′ 26″ E / 42.9668°N,1.6071°E     | PA00093795 | Edifici · Carregueu una nova foto d'aquest monument                                                                                              |
| Església de Sant Volusià                                         | Cat.  |                  | Foix                                                | 42° 58′ 01″ N, 1° 36′ 23″ E / 42.966849°N,1.606343°E | PA00093794 | Església de Sant Volusià · Vegeu més fotos d'aquest monument · Carregueu una nova foto d'aquest monument                                         |
| Castell                                                          | Cat.  |                  | Foix                                                | 42° 57′ 56″ N, 1° 36′ 18″ E / 42.96556°N,1.605°E     | PA00093793 | Castell · Vegeu més fotos d'aquest monument · Carregueu una nova foto d'aquest monument                                                          |
| Castell d'Hornèths                                               | Inv.  |                  | Hornèths                                            | 43° 10′ 13″ N, 1° 14′ 58″ E / 43.1702°N,1.2494°E     | PA09000022 | Carregueu una nova foto d'aquest monument |
| Església                                                         | Inv.  |                  | Le Fossat                                           | 43° 10′ 29″ N, 1° 24′ 28″ E / 43.1747°N,1.4079°E     | PA00093797 | Església · Vegeu més fotos d'aquest monument · Carregueu una nova foto d'aquest monument                                                         |
| Capella Saint-André                                              | Inv.  |                  | Le Fossat                                           | 43° 11′ 13″ N, 1° 24′ 26″ E / 43.187°N,1.4072°E      | PA00093796 | Capella Saint-André · Vegeu més fotos d'aquest monument · Carregueu una nova foto d'aquest monument                                              |
| Església Saint-Laurent                                           | Inv.  |                  | Gabre                                               | 43° 04′ 29″ N, 1° 24′ 59″ E / 43.0747°N,1.4164°E     | PA00135431 | Església Saint-Laurent · Vegeu més fotos d'aquest monument · Carregueu una nova foto d'aquest monument                                           |
| Dolmen de Goudère                                                | Cat.  |                  | Gabre                                               | 43° 04′ 47″ N, 1° 24′ 57″ E / 43.0797°N,1.4159°E     | PA00093798 | Dolmen de Goudère · Carregueu una nova foto d'aquest monument                                                                                    |
| Capella Saint-Quintin                                            | Inv.  |                  | Galèi                                               | 42° 56′ 06″ N, 0° 55′ 03″ E / 42.935°N,0.9175°E      | PA09000008 | Capella Saint-Quintin · Vegeu més fotos d'aquest monument · Carregueu una nova foto d'aquest monument                                            |
| Església Saint-Pierre                                            | Inv.  |                  | Galèi                                               | 42° 56′ 10″ N, 0° 54′ 53″ E / 42.936°N,0.9146°E      | PA09000001 | Església Saint-Pierre · Vegeu més fotos d'aquest monument · Carregueu una nova foto d'aquest monument                                            |
| Castell                                                          | Inv.  |                  | Gaudièrs                                            | 43° 10′ 32″ N, 1° 43′ 51″ E / 43.1756°N,1.7309°E     | PA00093799 | Castell · Modifica el valor a Wikidata · Carregueu una nova foto d'aquest monument                                                               |
| Zona arqueològica del dolmen i túmul de La Plagne                | Inv.  |                  | Genat                                               | 42° 49′ 24″ N, 1° 34′ 22″ E / 42.8234°N,1.5727°E     | PA00135432 | Carregueu una nova foto d'aquest monument |
| Château de Sibra                                                 | Inv.  |                  | La Garda                                            | 43° 02′ 35″ N, 1° 55′ 27″ E / 43.0431°N,1.9241°E     | PA09000013 | Château de Sibra · Carregueu una nova foto d'aquest monument                                                                                     |
| Ruïnes del castell                                               | Cat.  |                  | La Garda                                            | 43° 03′ 02″ N, 1° 56′ 08″ E / 43.05056°N,1.93556°E   | PA00093800 | Ruïnes del castell · Vegeu més fotos d'aquest monument · Carregueu una nova foto d'aquest monument                                               |
| Església                                                         | Cat.  |                  | La Pena                                             | 43° 08′ 46″ N, 1° 45′ 01″ E / 43.146°N,1.7503°E      | PA00093801 | Església · Vegeu més fotos d'aquest monument · Carregueu una nova foto d'aquest monument                                                         |
| Església Saint-Martin                                            | Inv.  |                  | La Ròca d'Òlmes                                     | 42° 58′ 15″ N, 1° 52′ 26″ E / 42.9708°N,1.874°E      | PA00093802 | Església Saint-Martin · Vegeu més fotos d'aquest monument · Carregueu una nova foto d'aquest monument                                            |
| Capella del cementiri de Bensa                                   | Inv.  |                  | L'Avelanet cementiri de Bensa                       | 42° 55′ 52″ N, 1° 50′ 30″ E / 42.9311°N,1.8418°E     | PA00093803 | Capella del cementiri de Bensa · Vegeu més fotos d'aquest monument · Carregueu una nova foto d'aquest monument                                   |
| Església Sainte-Anne                                             | Inv.  |                  | Leishèrt                                            | 42° 56′ 41″ N, 1° 43′ 42″ E / 42.9448°N,1.7282°E     | PA00135433 | Església Sainte-Anne · Vegeu més fotos d'aquest monument · Carregueu una nova foto d'aquest monument                                             |
| Ruïnes del castell                                               | Cat.  |                  | Lhordat                                             | 42° 46′ 33″ N, 1° 44′ 54″ E / 42.77583°N,1.74833°E   | PA00093809 | Ruïnes del castell · Carregueu una nova foto d'aquest monument                                                                                   |
| Casa natal d'Aristide Bergès i antiga papereria de Prat du Ritou | Inv.  |                  | Lòrp e Senta Aralha i Sent Líser                    | 43° 00′ 39″ N, 1° 07′ 28″ E / 43.0109°N,1.1245°E     | PA09000020 | Casa natal d'Aristide Bergès i antiga papereria de Prat du Ritou · Vegeu més fotos d'aquest monument · Carregueu una nova foto d'aquest monument |
| Gruta ornamentada del Portel                                     | Cat.  |                  | Lobens Debez, Portel                                | 43° 01′ 35″ N, 1° 41′ 44″ E / 43.0264°N,1.6955°E     | PA00093811 | Gruta ornamentada del Portel · Vegeu més fotos d'aquest monument · Carregueu una nova foto d'aquest monument                                     |
| Església                                                         | Inv.  |                  | Lobens Costeséque                                   | 43° 02′ 43″ N, 1° 32′ 50″ E / 43.0454°N,1.5471°E     | PA00093810 | Església · Vegeu més fotos d'aquest monument · Carregueu una nova foto d'aquest monument                                                         |
| Castell fortificat                                               | Inv.  | Segle XIII       | Lobièras                                            | 42° 57′ 01″ N, 1° 34′ 44″ E / 42.9503°N,1.579°E      | PA00093812 | Castell fortificat · Carregueu una nova foto d'aquest monument                                                                                   |
| Castell de Leran                                                 | Inv.  | Segles XV-XIX    | Leran                                               | 42° 59′ 25″ N, 1° 54′ 42″ E / 42.9904°N,1.9118°E     | PA00093804 | Castell de Leran · Vegeu més fotos d'aquest monument · Carregueu una nova foto d'aquest monument                                                 |
| Ajuntament                                                       | Inv.  |                  | Lesat                                               | 43° 16′ 34″ N, 1° 20′ 47″ E / 43.2762°N,1.3463°E     | PA00093808 | Ajuntament · Carregueu una nova foto d'aquest monument                                                                                           |
| Església Saint-Jean-Baptiste                                     | Cat.  |                  | Lesat le Couvent                                    | 43° 16′ 32″ N, 1° 20′ 45″ E / 43.2755°N,1.3459°E     | PA00093807 | Església Saint-Jean-Baptiste · Vegeu més fotos d'aquest monument · Carregueu una nova foto d'aquest monument                                     |
| Creu de Durhan, creu de ferro                                    | Cat.  |                  | Lesat                                               | 43° 16′ 23″ N, 1° 21′ 24″ E / 43.2731°N,1.3566°E     | PA00093806 | Creu de Durhan, creu de ferro · Vegeu més fotos d'aquest monument · Carregueu una nova foto d'aquest monument                                    |
| Antiga abadia benedictina, després ajuntament                    | Inv.  |                  | Lesat                                               | 43° 16′ 32″ N, 1° 20′ 45″ E / 43.2755°N,1.3459°E     | PA00093805 | Antiga abadia benedictina, després ajuntament · Vegeu més fotos d'aquest monument · Carregueu una nova foto d'aquest monument                    |
| Església                                                         | Inv.  |                  | Mansas                                              | 43° 06′ 03″ N, 1° 48′ 40″ E / 43.1008°N,1.8112°E     | PA00093952 | Església · Vegeu més fotos d'aquest monument · Carregueu una nova foto d'aquest monument                                                         |
| Creu de ferro forjat                                             | Cat.  |                  | Mansas                                              | 43° 06′ 06″ N, 1° 51′ 05″ E / 43.1016°N,1.8513°E     | PA00093813 | Creu de ferro forjat · Vegeu més fotos d'aquest monument · Carregueu una nova foto d'aquest monument                                             |
| Església Saint-Etienne                                           | Inv.  |                  | Lo Mas d'Asilh plaça principal                      | 43° 04′ 48″ N, 1° 21′ 38″ E / 43.0801°N,1.3605°E     | PA00093816 | Església Saint-Etienne · Vegeu més fotos d'aquest monument · Carregueu una nova foto d'aquest monument                                           |
| Gruta del Mas d'Asilh                                            | Cat.  |                  | Lo Mas d'Asilh                                      | 43° 04′ 10″ N, 1° 21′ 17″ E / 43.069444°N,1.354722°E | PA00093817 | Gruta del Mas d'Asilh · Vegeu més fotos d'aquest monument · Carregueu una nova foto d'aquest monument                                            |
| Dolmen de Seigmas                                                | Cat.  |                  | Lo Mas d'Asilh la Lauzette                          | 43° 03′ 37″ N, 1° 20′ 14″ E / 43.0603°N,1.3373°E     | PA00093815 | Dolmen de Seigmas · Modifica el valor a Wikidata · Carregueu una nova foto d'aquest monument                                                     |
| Dolmen de Bidot                                                  | Cat.  |                  | Lo Mas d'Asilh la Caire                             | 43° 03′ 37″ N, 1° 20′ 14″ E / 43.0603°N,1.3373°E     | PA00093814 | Carregueu una nova foto d'aquest monument |
| Gruta ornamentada paleolítica                                    | Cat.  |                  | Massat Rocher de Ker                                | 42° 52′ 31″ N, 1° 20′ 49″ E / 42.8754°N,1.3469°E     | PA00093819 | Gruta ornamentada paleolítica · Vegeu més fotos d'aquest monument · Carregueu una nova foto d'aquest monument                                    |
| Església de la Nativité de la Vierge                             | Inv.  |                  | Massat                                              | 42° 53′ 23″ N, 1° 20′ 51″ E / 42.8897°N,1.3475°E     | PA00093818 | Església de la Nativité de la Vierge · Vegeu més fotos d'aquest monument · Carregueu una nova foto d'aquest monument                             |
| Mercat                                                           | Inv.  | 1845             | Maseras place de l'Eglise                           | 43° 15′ 06″ N, 1° 40′ 39″ E / 43.2516°N,1.6775°E     | PA09000014 | Mercat · Carregueu una nova foto d'aquest monument                                                                                               |
| Casa dels Comtes de Foix                                         | Cat.  |                  | Maseras 22 rue des Tourelles; rue de la Castellanne | 43° 13′ 48″ N, 1° 41′ 09″ E / 43.2301°N,1.6858°E     | PA00093820 | Casa dels Comtes de Foix · Vegeu més fotos d'aquest monument · Carregueu una nova foto d'aquest monument                                         |
| Església                                                         | Cat.  |                  | Mèrcus, Garravet e Amplanh                          | 42° 52′ 54″ N, 1° 37′ 52″ E / 42.8816°N,1.631°E      | PA00093821 | Església · Vegeu més fotos d'aquest monument · Carregueu una nova foto d'aquest monument                                                         |
| Església d'Arquizat                                              | Inv.  |                  | Miglòs                                              | 42° 47′ 32″ N, 1° 35′ 56″ E / 42.7921°N,1.5988°E     | PA00093825 | Església d'Arquizat · Vegeu més fotos d'aquest monument · Carregueu una nova foto d'aquest monument                                              |
| Ruïnes del castell d'Arquizat                                    | Cat.  | 1320             | Miglòs                                              | 42° 47′ 48″ N, 1° 35′ 26″ E / 42.79667°N,1.59056°E   | PA00093824 | Ruïnes del castell d'Arquizat · Vegeu més fotos d'aquest monument · Carregueu una nova foto d'aquest monument                                    |
| Restes del castell                                               | Inv.  |                  | Montalhon                                           | 42° 47′ 12″ N, 1° 53′ 38″ E / 42.7867°N,1.8939°E     | PA00093884 | Restes del castell · Vegeu més fotos d'aquest monument · Carregueu una nova foto d'aquest monument                                               |
| Domaine de Peyroutet-Vadier                                      | Inv.  |                  | Montaut                                             | 43° 13′ 19″ N, 1° 34′ 44″ E / 43.2219°N,1.579°E      | PA00093942 | Carregueu una nova foto d'aquest monument |
| Creu de terme de ferro forjat                                    | Cat.  | 1670             | Montferrièr                                         | 42° 53′ 20″ N, 1° 47′ 34″ E / 42.8888°N,1.7928°E     | PA00093887 | Carregueu una nova foto d'aquest monument |
| Farga catalana                                                   | Inv.  |                  | Montgalhard le Scios                                | 42° 56′ 01″ N, 1° 38′ 02″ E / 42.9337°N,1.6339°E     | PA00125553 | Farga catalana · Vegeu més fotos d'aquest monument · Carregueu una nova foto d'aquest monument                                                   |
| Església Saint-Michel                                            | Cat.  |                  | Montgaug Lacraste                                   | 43° 00′ 00″ N, 1° 04′ 32″ E / 42.99996°N,1.075447°E  | PA00093888 | Església Saint-Michel · Vegeu més fotos d'aquest monument · Carregueu una nova foto d'aquest monument                                            |
| Porta de vila                                                    | Inv.  |                  | Montjòi de Coserans                                 | 43° 00′ 05″ N, 1° 09′ 38″ E / 43.0014°N,1.1605°E     | PA00093890 | Porta de vila · Carregueu una nova foto d'aquest monument                                                                                        |
| Església                                                         | Cat.  |                  | Montjòi de Coserans                                 | 43° 00′ 05″ N, 1° 09′ 37″ E / 43.0013°N,1.1604°E     | PA00093889 | Església · Vegeu més fotos d'aquest monument · Carregueu una nova foto d'aquest monument                                                         |
| Pont du Diable sobre l'Arieja                                    | Inv.  |                  | Montoliu prop de Mèrcus, Garravet e Amplanh         | 42° 54′ 23″ N, 1° 38′ 27″ E / 42.906326°N,1.640749°E | PA00093891 | Pont du Diable sobre l'Arieja · Vegeu més fotos d'aquest monument · Carregueu una nova foto d'aquest monument                                    |
| Castell càtar                                                    | Cat.  | Segle XIII       | Montsegur                                           | 42° 52′ 32″ N, 1° 49′ 57″ E / 42.87556°N,1.8325°E    | PA00093892 | Castell càtar · Vegeu més fotos d'aquest monument · Carregueu una nova foto d'aquest monument                                                    |
| Cementiri                                                        | Inv.  |                  | Montagut de Coserans Courmaniers                    | 42° 58′ 47″ N, 1° 05′ 29″ E / 42.9797°N,1.0914°E     | PA00093886 | Cementiri · Vegeu més fotos d'aquest monument · Carregueu una nova foto d'aquest monument                                                        |
| Castell                                                          | Inv.  | 1110             | Montagut de Coserans                                | 42° 58′ 52″ N, 1° 05′ 54″ E / 42.9812°N,1.0982°E     | PA00093885 | Castell · Carregueu una nova foto d'aquest monument                                                                                              |
| Pilar romà de Luzenac                                            | Cat.  |                  | Molins Luzenac                                      | 42° 57′ 21″ N, 1° 05′ 01″ E / 42.9557°N,1.0836°E     | PA00093894 | Pilar romà de Luzenac · Vegeu més fotos d'aquest monument · Carregueu una nova foto d'aquest monument                                            |
| Església de Luzenac                                              | Cat.  |                  | Molins                                              | 42° 57′ 15″ N, 1° 04′ 47″ E / 42.9541°N,1.0798°E     | PA00093893 | Església de Luzenac · Vegeu més fotos d'aquest monument · Carregueu una nova foto d'aquest monument                                              |
| Restes de l'antiga església de Merens-d'En-Haut                  | Cat.  |                  | Merenç                                              | 42° 39′ 21″ N, 1° 50′ 37″ E / 42.6558°N,1.8437°E     | PA00093822 | Restes de l'antiga església de Merens-d'En-Haut · Vegeu més fotos d'aquest monument · Carregueu una nova foto d'aquest monument                  |
| Església                                                         | Inv.  |                  | Merigon R.N. 627                                    | 43° 05′ 18″ N, 1° 11′ 38″ E / 43.0883°N,1.1939°E     | PA00093823 | Església · Vegeu més fotos d'aquest monument · Carregueu una nova foto d'aquest monument                                                         |
| Gruta de la Calbière, Gruta de Niaux                             | Cat.  |                  | Nhaus Massís d'Arbiech                              | 42° 49′ 15″ N, 1° 35′ 37″ E / 42.820833°N,1.593611°E | PA00093895 | Gruta de la Calbière, Gruta de Niaux · Vegeu més fotos d'aquest monument · Carregueu una nova foto d'aquest monument                             |
| Termes Fraxine                                                   | Inv.  | 1845-1855        | Ornolac e Ussat                                     | 42° 49′ 27″ N, 1° 37′ 17″ E / 42.8243°N,1.6214°E     | PA00093947 | Termes Fraxine · Carregueu una nova foto d'aquest monument                                                                                       |
| Església Notre-Dame de l'Assomption de Vic                       | Cat.  |                  | Ost                                                 | 42° 53′ 03″ N, 1° 12′ 49″ E / 42.8841°N,1.2137°E     | PA00093940 | Església Notre-Dame de l'Assomption de Vic · Vegeu més fotos d'aquest monument · Carregueu una nova foto d'aquest monument                       |
| Creu datada del 1641                                             | Inv.  | 1641             | Ost plaça abans de l'església romànica              | 42° 49′ 05″ N, 1° 15′ 02″ E / 42.818°N,1.2506°E      | PA00093939 | Creu datada del 1641 · Vegeu més fotos d'aquest monument · Carregueu una nova foto d'aquest monument                                             |
| Castell de Palhèrs                                               | Inv.  |                  | Palhèrs                                             | 43° 06′ 02″ N, 1° 26′ 42″ E / 43.10059°N,1.444922°E  | PA09000005 | Castell de Palhèrs · Vegeu més fotos d'aquest monument · Carregueu una nova foto d'aquest monument                                               |
| Capella del castell de Palhèrs                                   | Inv.  |                  | Palhèrs                                             | 43° 06′ 01″ N, 1° 26′ 41″ E / 43.10037°N,1.444629°E  | PA09000004 | Capella del castell de Palhèrs · Vegeu més fotos d'aquest monument · Carregueu una nova foto d'aquest monument                                   |
| Casa                                                             | Inv.  | 1759             | Pàmies 28 rue Gabriel-Péri                          | 43° 07′ 00″ N, 1° 36′ 40″ E / 43.116777°N,1.611122°E | PA00093898 | Casa · Carregueu una nova foto d'aquest monument                                                                                                 |
| Botiga Boucherie moderne                                         | Inv.  | 1935             | Pàmies 81 rue Gabriel-Péri                          | 43° 07′ 08″ N, 1° 36′ 40″ E / 43.118802°N,1.611114°E | PA09000012 | Botiga Boucherie moderne · Vegeu més fotos d'aquest monument · Carregueu una nova foto d'aquest monument                                         |
| Convent dels Carmélites                                          | Inv.  |                  | Pàmies                                              | 43° 06′ 49″ N, 1° 36′ 36″ E / 43.1136°N,1.6099°E     | PA09000023 | Convent dels Carmélites · Vegeu més fotos d'aquest monument · Carregueu una nova foto d'aquest monument                                          |
| Antiga abadia Sant Antoní, o Mas Cailloup                        | Cat.  |                  | Pàmies                                              | 43° 06′ 18″ N, 1° 36′ 39″ E / 43.1051°N,1.6107°E     | PA00093943 | Antiga abadia Sant Antoní, o Mas Cailloup · Vegeu més fotos d'aquest monument · Carregueu una nova foto d'aquest monument                        |
| Canals                                                           | Inv.  |                  | Pàmies al voltant de la vila                        | 43° 06′ 53″ N, 1° 36′ 29″ E / 43.1148°N,1.608°E      | PA09000009 | Canals · Vegeu més fotos d'aquest monument · Carregueu una nova foto d'aquest monument                                                           |
| Torre dels Cordelièrs                                            | Cat.  |                  | Pàmies                                              | 43° 07′ 02″ N, 1° 36′ 46″ E / 43.117306°N,1.612778°E | PA00093899 | Torre dels Cordelièrs · Vegeu més fotos d'aquest monument · Carregueu una nova foto d'aquest monument                                            |
| Església de Nostra Senyora del Camp                              | Cat.  |                  | Pàmies                                              | 43° 06′ 58″ N, 1° 36′ 41″ E / 43.116194°N,1.611444°E | PA00093897 | Església de Nostra Senyora del Camp · Vegeu més fotos d'aquest monument · Carregueu una nova foto d'aquest monument                              |
| Catedral de Sant Antoní                                          | Cat.  |                  | Pàmies                                              | 43° 06′ 51″ N, 1° 36′ 32″ E / 43.114083°N,1.608833°E | PA00093896 | Catedral de Sant Antoní · Vegeu més fotos d'aquest monument · Carregueu una nova foto d'aquest monument                                          |
| Creu                                                             | Inv.  |                  | Prat e Bonrepaus plaça principal de Prat            | 43° 02′ 03″ N, 1° 02′ 22″ E / 43.0342°N,1.0395°E     | PA00093900 | Creu · Vegeu més fotos d'aquest monument · Carregueu una nova foto d'aquest monument                                                             |
| Zona arqueològica de la gruta de Mongautin                       | Inv.  |                  | Prat e Bonrepaus                                    | 43° 01′ 40″ N, 1° 01′ 09″ E / 43.0278°N,1.0193°E     | PA09000010 | Carregueu una nova foto d'aquest monument |
| Castell de Prat                                                  | Inv.  |                  | Prat e Bonrepaus                                    | 43° 01′ 47″ N, 1° 00′ 57″ E / 43.029859°N,1.015806°E | PA09000006 | Castell de Prat · Vegeu més fotos d'aquest monument · Carregueu una nova foto d'aquest monument                                                  |
| Església Saint-Blaise                                            | Inv.  | 1296-1355        | Les Pujòls                                          | 43° 05′ 18″ N, 1° 43′ 08″ E / 43.0883°N,1.7189°E     | PA00093901 | Església Saint-Blaise · Vegeu més fotos d'aquest monument · Carregueu una nova foto d'aquest monument                                            |
| Església Saint-Vincent                                           | Inv.  | 1885-1922        | Perelha                                             | 42° 56′ 18″ N, 1° 48′ 02″ E / 42.9384°N,1.8005°E     | PA00135436 | Església Saint-Vincent · Vegeu més fotos d'aquest monument · Carregueu una nova foto d'aquest monument                                           |
| Església Notre-Dame-de-l'Assomption                              | Inv.  |                  | Ravat                                               | 42° 51′ 26″ N, 1° 33′ 17″ E / 42.8572°N,1.5548°E     | PA00093953 | Església Notre-Dame-de-l'Assomption · Vegeu més fotos d'aquest monument · Carregueu una nova foto d'aquest monument                              |
| Antiga abadia de Combelongue                                     | Inv.  |                  | Rimont                                              | 42° 59′ 17″ N, 1° 16′ 35″ E / 42.98806°N,1.27639°E   | PA00093948 | Antiga abadia de Combelongue · Vegeu més fotos d'aquest monument · Carregueu una nova foto d'aquest monument                                     |
| Castell                                                          | Cat.  |                  | Ròcafixada                                          | 42° 56′ 20″ N, 1° 45′ 12″ E / 42.93889°N,1.75333°E   | PA00135437 | Castell · Vegeu més fotos d'aquest monument · Carregueu una nova foto d'aquest monument                                                          |
| Castell de So                                                    | Inv.  |                  | Rosa So                                             | 42° 44′ 08″ N, 2° 05′ 15″ E / 42.73556°N,2.0875°E    | PA00093902 | Castell de So · Vegeu més fotos d'aquest monument · Carregueu una nova foto d'aquest monument                                                    |
| Església                                                         | Inv.  |                  | Savarat                                             | 43° 05′ 55″ N, 1° 23′ 31″ E / 43.0987°N,1.392°E      | PA00093903 | Església · Vegeu més fotos d'aquest monument · Carregueu una nova foto d'aquest monument                                                         |
| Església                                                         | Cat.  |                  | Sant Felitz de Tornagat                             | 43° 07′ 52″ N, 1° 44′ 52″ E / 43.1311°N,1.7477°E     | PA00125554 | Església · Vegeu més fotos d'aquest monument · Carregueu una nova foto d'aquest monument                                                         |
| Maison Dufaur                                                    | Inv.  |                  | Sent Gironç 29 rue Saint-Valier                     | 42° 59′ 02″ N, 1° 08′ 49″ E / 42.983964°N,1.146942°E | PA00093954 | Maison Dufaur · Carregueu una nova foto d'aquest monument                                                                                        |
| Antic castell                                                    | Inv.  | Segles XVI-XVII  | Sent Gironç parc du Tribunal                        | 42° 58′ 57″ N, 1° 08′ 41″ E / 42.9826°N,1.1446°E     | PA00093905 | Antic castell · Vegeu més fotos d'aquest monument · Carregueu una nova foto d'aquest monument                                                    |
| Església Saint-Valier                                            | Cat.  |                  | Sent Gironç                                         | 42° 58′ 59″ N, 1° 08′ 53″ E / 42.983034°N,1.148025°E | PA00093906 | Església Saint-Valier · Vegeu més fotos d'aquest monument · Carregueu una nova foto d'aquest monument                                            |
| Església Saint-Jean-Baptiste                                     | Cat.  |                  | Sent Joan de Verges R.N. 20                         | 43° 00′ 47″ N, 1° 36′ 37″ E / 43.0131°N,1.6102°E     | PA00093907 | Església Saint-Jean-Baptiste · Vegeu més fotos d'aquest monument · Carregueu una nova foto d'aquest monument                                     |
| Capella del cementiri                                            | Inv.  |                  | Sant Joan del Falgar cementiri                      | 43° 05′ 14″ N, 1° 37′ 10″ E / 43.0873°N,1.6194°E     | PA00093908 | Capella del cementiri · Vegeu més fotos d'aquest monument · Carregueu una nova foto d'aquest monument                                            |
| Maison Loubières, casa d'entramats de fusta                      | Cat.  | Segle XVI        | Sent Líser place de l'Église                        | 43° 00′ 06″ N, 1° 08′ 14″ E / 43.001748°N,1.137245°E | PA00093911 | Maison Loubières, casa d'entramats de fusta · Vegeu més fotos d'aquest monument · Carregueu una nova foto d'aquest monument                      |
| Antiga casa canònica                                             | Cat.  | Segle XVIII      | Sent Líser rue des Nobles                           | 43° 01′ 25″ N, 1° 07′ 33″ E / 43.0237°N,1.1257°E     | PA00093944 | Antiga casa canònica · Carregueu una nova foto d'aquest monument                                                                                 |
| Antic Hôtel Dieu, actualment residència Hector d'Ossun           | Inv.  |                  | Sent Líser                                          | 43° 00′ 05″ N, 1° 08′ 15″ E / 43.0013°N,1.1375°E     | PA09000016 | Antic Hôtel Dieu, actualment residència Hector d'Ossun · Vegeu més fotos d'aquest monument · Carregueu una nova foto d'aquest monument           |
| Catedral Notre-Dame de la Sède                                   | Cat.  |                  | Sent Líser                                          | 43° 00′ 10″ N, 1° 08′ 15″ E / 43.0029°N,1.1375°E     | PA00132944 | Catedral Notre-Dame de la Sède · Vegeu més fotos d'aquest monument · Carregueu una nova foto d'aquest monument                                   |
| Palau episcopal                                                  | Inv.  |                  | Sent Líser                                          | 43° 00′ 10″ N, 1° 08′ 14″ E / 43.0028°N,1.1371°E     | PA00125555 | Palau episcopal · Vegeu més fotos d'aquest monument · Carregueu una nova foto d'aquest monument                                                  |
| Pont                                                             | Inv.  |                  | Sent Líser                                          | 43° 00′ 01″ N, 1° 08′ 05″ E / 43.000383°N,1.134754°E | PA00093913 | Pont · Vegeu més fotos d'aquest monument · Carregueu una nova foto d'aquest monument                                                             |
| Muralles gal·loromanes                                           | Cat.  |                  | Sent Líser Ville Haute                              | 43° 00′ 12″ N, 1° 08′ 16″ E / 43.0032°N,1.1378°E     | PA00093912 | Muralles gal·loromanes · Vegeu més fotos d'aquest monument · Carregueu una nova foto d'aquest monument                                           |
| Capella de Marsan                                                | Inv.  | 1851             | Sent Líser                                          | 42° 59′ 52″ N, 1° 08′ 46″ E / 42.9977°N,1.1462°E     | PA00093910 | Capella de Marsan · Vegeu més fotos d'aquest monument · Carregueu una nova foto d'aquest monument                                                |
| Antiga catedral i claustre                                       | Cat.  |                  | Sent Líser                                          | 43° 00′ 06″ N, 1° 08′ 13″ E / 43.00167°N,1.137°E     | PA00093909 | Antiga catedral i claustre · Carregueu una nova foto d'aquest monument                                                                           |
| Església de Queille                                              | Inv.  |                  | Sant Quentin                                        | 43° 01′ 33″ N, 1° 55′ 13″ E / 43.0259°N,1.9202°E     | PA00132656 | Església de Queille · Vegeu més fotos d'aquest monument · Carregueu una nova foto d'aquest monument                                              |
| Château                                                          | Inv.  | Segles XII-XVIII | Sant Quentin                                        | 43° 01′ 33″ N, 1° 55′ 11″ E / 43.0258°N,1.9196°E     | PA00093914 | Château · Carregueu una nova foto d'aquest monument                                                                                              |
| Església                                                         | Cat.  |                  | Sent Ibarç                                          | 43° 14′ 17″ N, 1° 23′ 09″ E / 43.2381°N,1.3858°E     | PA00093916 | Església · Vegeu més fotos d'aquest monument · Carregueu una nova foto d'aquest monument                                                         |
| Mercat                                                           | Inv.  | Segles XVIII     | Senta Crotz de Volvèstre                            | 43° 07′ 33″ N, 1° 10′ 28″ E / 43.1258°N,1.1744°E     | PA00093904 | Carregueu una nova foto d'aquest monument |
| Església                                                         | Inv.  |                  | Santa Fe                                            | 43° 07′ 31″ N, 1° 55′ 01″ E / 43.1254°N,1.9169°E     | PA00135438 | Església · Carregueu una nova foto d'aquest monument                                                                                             |
| Església                                                         | Cat.  |                  | Senta Susana                                        | 43° 12′ 36″ N, 1° 23′ 12″ E / 43.21°N,1.3866°E       | PA00093915 | Església · Vegeu més fotos d'aquest monument · Carregueu una nova foto d'aquest monument                                                         |
| Castell de Savinhac                                              | Inv.  | Segles XVI-XIX   | Savinhac                                            | 42° 40′ 23″ N, 1° 51′ 05″ E / 42.6731°N,1.8513°E     | PA00093917 | Castell de Savinhac · Carregueu una nova foto d'aquest monument                                                                                  |
| Església                                                         | Inv.  |                  | Sèish                                               | 42° 51′ 50″ N, 1° 12′ 04″ E / 42.863843°N,1.201141°E | PA00093918 | Església · Vegeu més fotos d'aquest monument · Carregueu una nova foto d'aquest monument                                                         |
| Castell de la Garde                                              | Inv.  |                  | Sèish i Uston                                       | 42° 50′ 09″ N, 1° 12′ 10″ E / 42.8357°N,1.2029°E     | PA09000002 | Castell de la Garde · Vegeu més fotos d'aquest monument · Carregueu una nova foto d'aquest monument                                              |
| Castell de Mirabat                                               | Inv.  |                  | Sèish, Ost i Uston                                  | 42° 50′ 41″ N, 1° 12′ 43″ E / 42.8448°N,1.2119°E     | PA00135439 | Castell de Mirabat · Carregueu una nova foto d'aquest monument                                                                                   |
| Casa fortificada                                                 | Inv.  | Segle XVI        | Sèish                                               | 42° 51′ 49″ N, 1° 12′ 02″ E / 42.8637°N,1.2006°E     | PA00132657 | Casa fortificada · Carregueu una nova foto d'aquest monument                                                                                     |
| Església Notre-Dame                                              | Cat.  |                  | Santenh                                             | 42° 52′ 29″ N, 0° 57′ 15″ E / 42.8746°N,0.9541°E     | PA00093919 | Església Notre-Dame · Vegeu més fotos d'aquest monument · Carregueu una nova foto d'aquest monument                                              |
| Castell de Nogarède                                              | Inv.  | 1550             | Siuràs                                              | 43° 12′ 09″ N, 1° 21′ 38″ E / 43.2025°N,1.3606°E     | PA00093945 | Castell de Nogarède · Vegeu més fotos d'aquest monument · Carregueu una nova foto d'aquest monument                                              |
| Antic rendez-vous de chasse dels Comtes de Foix                  | Cat.  |                  | Siguèr Grande-Rue                                   | 42° 44′ 14″ N, 1° 28′ 56″ E / 42.7371°N,1.4821°E     | PA00093920 | Antic rendez-vous de chasse dels Comtes de Foix · Vegeu més fotos d'aquest monument · Carregueu una nova foto d'aquest monument                  |
| Església                                                         | Inv.  |                  | Sinsat                                              | 42° 47′ 53″ N, 1° 39′ 23″ E / 42.798°N,1.6565°E      | PA00093921 | Església · Vegeu més fotos d'aquest monument · Carregueu una nova foto d'aquest monument                                                         |
| Creu de ferro forjat                                             | Cat.  |                  | Sorjat                                              | 42° 40′ 23″ N, 1° 51′ 05″ E / 42.6731°N,1.8513°E     | PA00093922 | Creu de ferro forjat · Vegeu més fotos d'aquest monument · Carregueu una nova foto d'aquest monument                                             |
| Capella Saint-Sernin                                             | Cat.  |                  | Soèish                                              | 42° 53′ 59″ N, 1° 12′ 44″ E / 42.899712°N,1.21216°E  | PA00093923 | Capella Saint-Sernin · Vegeu més fotos d'aquest monument · Carregueu una nova foto d'aquest monument                                             |
| Església Saint-Nicolas                                           | Inv.  |                  | Surban                                              | 42° 47′ 47″ N, 1° 41′ 14″ E / 42.7965°N,1.6873°E     | PA00093924 | Església Saint-Nicolas · Vegeu més fotos d'aquest monument · Carregueu una nova foto d'aquest monument                                           |
| Maison de Jehan-Séré                                             | Inv.  | 1575             | Tarascon d'Arieja place du Vieux-Tarascon           | 42° 50′ 00″ N, 1° 34′ 44″ E / 42.8334°N,1.579°E      | PA00093927 | Maison de Jehan-Séré · Carregueu una nova foto d'aquest monument                                                                                 |
| Església Notre-Dame-de-la-Daurade                                | Inv.  |                  | Tarascon d'Arieja                                   | 42° 50′ 43″ N, 1° 36′ 29″ E / 42.845148°N,1.608051°E | PA00093946 | Església Notre-Dame-de-la-Daurade · Vegeu més fotos d'aquest monument · Carregueu una nova foto d'aquest monument                                |
| Torre Saint-Michel                                               | Cat.  | Segle XIV        | Tarascon d'Arieja                                   | 42° 50′ 44″ N, 1° 36′ 31″ E / 42.845498°N,1.60873°E  | PA00093928 | Torre Saint-Michel · Vegeu més fotos d'aquest monument · Carregueu una nova foto d'aquest monument                                               |
| Castell de Lacombe                                               | Cat.  | Segle XVII       | Tarascon d'Arieja                                   | 42° 50′ 00″ N, 1° 34′ 44″ E / 42.8334°N,1.579°E      | PA00093926 | Carregueu una nova foto d'aquest monument |
| Capella Notre-Dame de Sabart                                     | Cat.  |                  | Tarascon d'Arieja                                   | 42° 50′ 12″ N, 1° 36′ 14″ E / 42.8366°N,1.6039°E     | PA00093925 | Capella Notre-Dame de Sabart · Vegeu més fotos d'aquest monument · Carregueu una nova foto d'aquest monument                                     |
| Església                                                         | Inv.  |                  | Telhet                                              | 43° 05′ 33″ N, 1° 46′ 45″ E / 43.0926°N,1.7791°E     | PA00093929 | Església · Vegeu més fotos d'aquest monument · Carregueu una nova foto d'aquest monument                                                         |
| Conjunt monumental fortificat                                    | Inv.  |                  | Tortosa                                             | 43° 05′ 34″ N, 1° 07′ 28″ E / 43.0929°N,1.1245°E     | PA09000024 | Conjunt monumental fortificat · Carregueu una nova foto d'aquest monument                                                                        |
| Església                                                         | Cat.  |                  | Shoantenh                                           | 42° 53′ 16″ N, 1° 00′ 03″ E / 42.887696°N,1.000754°E | PA00093955 | Església · Vegeu més fotos d'aquest monument · Carregueu una nova foto d'aquest monument                                                         |
| Església Saint-Martin                                            | Cat.  |                  | Unac                                                | 42° 45′ 41″ N, 1° 46′ 31″ E / 42.761316°N,1.775292°E | PA00093930 | Església Saint-Martin · Vegeu més fotos d'aquest monument · Carregueu una nova foto d'aquest monument                                            |
| Església                                                         | Inv.  |                  | Urs Village                                         | 42° 46′ 28″ N, 1° 44′ 03″ E / 42.7744°N,1.7343°E     | PA00093931 | Església · Vegeu més fotos d'aquest monument · Carregueu una nova foto d'aquest monument                                                         |
| Creu                                                             | Inv.  |                  | Uston                                               | 42° 49′ 05″ N, 1° 15′ 02″ E / 42.818°N,1.2506°E      | PA00093932 | Creu · Vegeu més fotos d'aquest monument · Carregueu una nova foto d'aquest monument                                                             |
| Església Notre-Dame i creu de pedra                              | Cat.  |                  | Vals le Village                                     | 43° 05′ 45″ N, 1° 45′ 41″ E / 43.095828°N,1.761417°E | PA00093933 | Església Notre-Dame i creu de pedra · Vegeu més fotos d'aquest monument · Carregueu una nova foto d'aquest monument                              |
| Casa d'entramats de fusta                                        | Inv.  | Segle XVI        | Varilhas rue du Pont                                | 43° 01′ 35″ N, 1° 41′ 44″ E / 43.0264°N,1.6955°E     | PA00093934 | Casa d'entramats de fusta · Carregueu una nova foto d'aquest monument                                                                            |
| Casa d'entramats de fusta                                        | Inv.  | Segles XVI-XVII  | Varilhas                                            | 43° 02′ 45″ N, 1° 37′ 40″ E / 43.0459°N,1.6278°E     | PA00093935 | Casa d'entramats de fusta · Carregueu una nova foto d'aquest monument                                                                            |
| Capella del Bousquet                                             | Inv.  |                  | Ventenac                                            | 42° 59′ 42″ N, 1° 43′ 47″ E / 42.9951°N,1.7296°E     | PA00135440 | Capella del Bousquet · Vegeu més fotos d'aquest monument · Carregueu una nova foto d'aquest monument                                             |
| Església                                                         | Cat.  |                  | Verdun                                              | 42° 47′ 47″ N, 1° 41′ 14″ E / 42.7965°N,1.6873°E     | PA00093936 | Església · Vegeu més fotos d'aquest monument · Carregueu una nova foto d'aquest monument                                                         |
| Església                                                         | Inv.  |                  | Vernajol                                            | 42° 59′ 07″ N, 1° 36′ 20″ E / 42.9852°N,1.6056°E     | PA00093937 | Església · Vegeu més fotos d'aquest monument · Carregueu una nova foto d'aquest monument                                                         |
| Església Sainte-Marthe                                           | Cat.  |                  | Vernaus                                             | 42° 46′ 13″ N, 1° 45′ 20″ E / 42.770162°N,1.755498°E | PA00093938 | Església Sainte-Marthe · Vegeu més fotos d'aquest monument · Carregueu una nova foto d'aquest monument                                           |
| Castell de Fiches                                                | Inv.  | Segles XVII-XIX  | Vernhòla Fiches                                     | 43° 03′ 57″ N, 1° 39′ 36″ E / 43.065747°N,1.660129°E | PA09000015 | Castell de Fiches · Vegeu més fotos d'aquest monument · Carregueu una nova foto d'aquest monument                                                |
| Església                                                         | Cat.  | 1150             | Vilanava del Laton                                  | 43° 12′ 10″ N, 1° 26′ 00″ E / 43.2029°N,1.4332°E     | PA00093941 | Església · Vegeu més fotos d'aquest monument · Carregueu una nova foto d'aquest monument                                                         |
| Castell de Gargas                                                | Cat.  |                  | Vivièrs                                             | 43° 03′ 37″ N, 1° 46′ 54″ E / 43.0604°N,1.7818°E     | PA09000007 | Castell de Gargas · Modifica el valor a Wikidata · Carregueu una nova foto d'aquest monument                                                     |